# Spisser Dorfstraße
De Spisser Dorfstraße (L66) is een 650 meter lange Landesstraße (lokale weg) in het district Landeck in de Oostenrijkse deelstaat Tirol. De weg, die begint in Spiss (1653 m.ü.A.), is een zijweg van de Landesstraße Spisser Straße (L348) die zorgt voor een verbinding tussen de Reschenstraße over de Finstermünz- en Reschenpas en de Zwitserse tolvrije zone rondom het dorp Samnaun (1844 m.ü.A.). Vanaf Spiss loopt de weg naar het plaatsje Gande (gemeente Spiss)., Het beheer van de straat valt onder de Straßenmeisterei Ried im Oberinntal. De weg is in beide richtingen verboden toegang voor autobussen langer dan twaalf meter.